# Lhůta (Libice nad Doubravou)
Lhůta (německy Lhuta) je malá vesnice, část městyse Libice nad Doubravou v okrese Havlíčkův Brod v Kraji Vysočina. Nachází se asi 2,5 km na severovýchod od Libice nad Doubravou. V roce 2009 zde bylo evidováno 38 adres. V roce 2001 zde trvale žilo 41 obyvatel. Při severozápadním okraji osady protéká potok Barovka, který je pravostranným přítokem řeky Doubravy.
Lhůta je také název katastrálního území o rozloze 2,92 km2.